# Syndiamesa vaillanti
Syndiamesa vaillanti är en tvåvingeart som beskrevs av Kownacki 1981. Syndiamesa vaillanti ingår i släktet Syndiamesa och familjen fjädermyggor. Inga underarter finns listade i Catalogue of Life.